# Zbigniew Załuski

Zdjęcie z najgłośniejszą publikacją

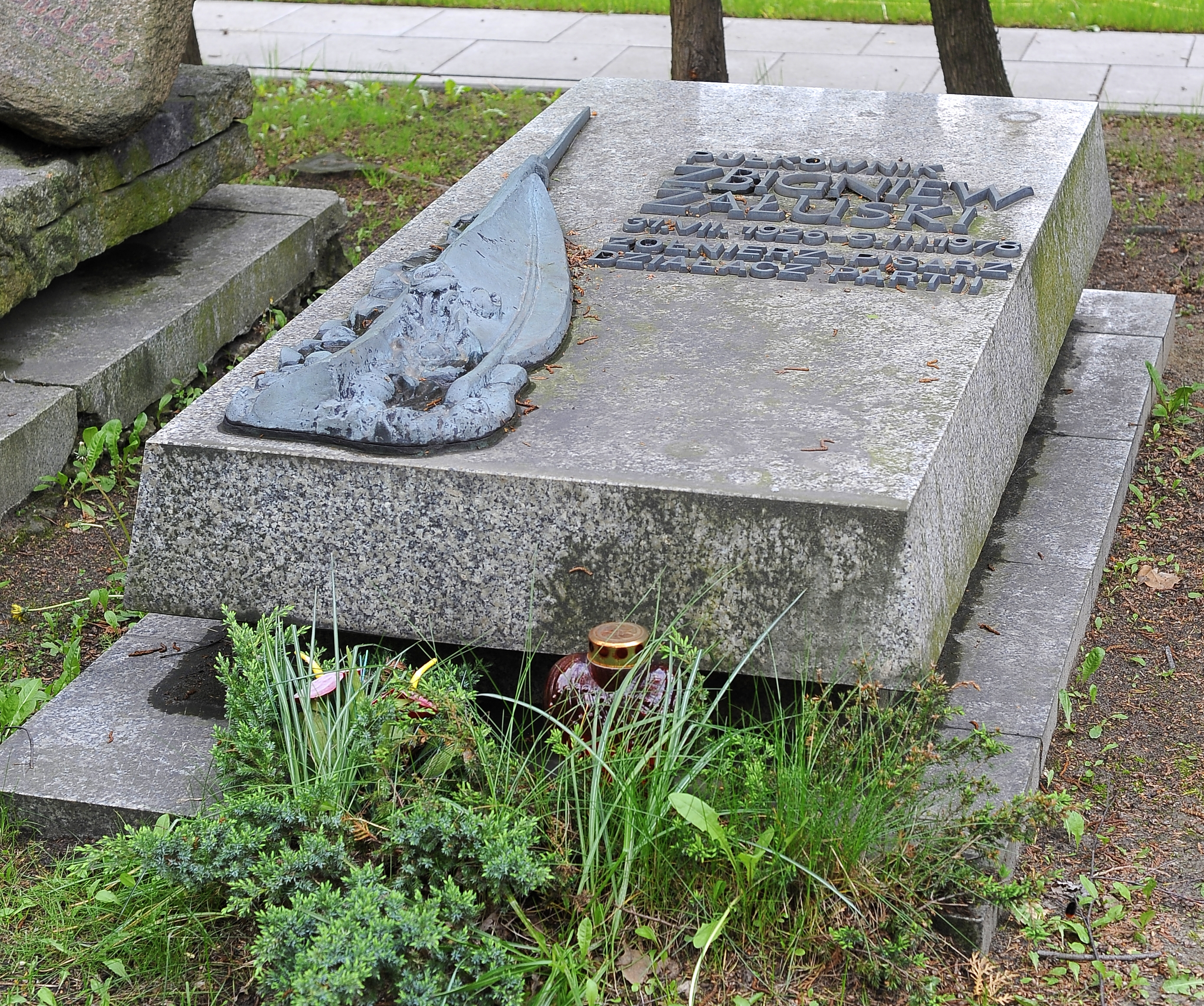
Grób Zbigniewa Załuskiego na cmentarzu Wojskowym na Powązkach (2010)

Zbigniew Załuski (ur. 31 lipca 1926 w Kiwercach, zm. 5 marca 1978 w Warszawie) – polski pisarz, eseista i scenarzysta filmowy, poseł na Sejm PRL V, VI i VII kadencji, pułkownik Wojska Polskiego.

## Życiorys
Zbigniew Załuski urodził się jako syn Ludwika i Rajmundy w 1926 w Kiwercach na Wołyniu, skąd w 1940, w wieku 14 lat, został deportowany przez Sowietów do Kazachstanu, w którym przebywał do 1943. W styczniu 1944 wstąpił ochotniczo do 1 Korpusu Polskich Sił Zbrojnych w ZSRR. Służył w 9 Pułku Piechoty, biorąc udział jako zastępca dowódcy kompanii do spraw politycznych w działaniach wojennych na Wołyniu, Lubelszczyźnie, przyczółku warecko-magnuszewskim, przyczółku czerniakowskim, a później już na stanowisku zastępcy dowódcy batalionu do spraw politycznych w bitwie o Kołobrzeg i bitwie o Berlin. Podczas działań wojennych trzykrotnie odznaczony Krzyżem Walecznych. Po wojnie uczestniczył w walkach z Ukraińską Powstańczą Armią. W chwili zakończenia działań wojennych był w stopniu porucznika.
W 1945 został członkiem Polskiej Partii Robotniczej, z którą przystąpił w 1948 do Polskiej Zjednoczonej Partii Robotniczej. W latach 1946–1948 był słuchaczem Wyższej Szkoły Oficerów Polityczno-Wychowawczych. Po ukończeniu szkoły pracował w Oddziale II Propagandy i Agitacji Głównego Zarządu Politycznego Wojska Polskiego. W styczniu 1952 przeszedł do pracy w redakcji miesięcznika „Wojsko Ludowe”, gdzie pracował do końca życia. Prowadził w miesięczniku dział polityki wewnętrznej i zagranicznej, a następnie dział publicystyki. W latach 1957–1965 był zastępcą redaktora naczelnego i redaktorem naczelnym miesięcznika. Był członkiem Centralnej Komisji Kontroli Partyjnej PZPR (1971–1975), zastępcą członka Komitetu Centralnego PZPR (1975–1978) oraz członkiem Komitetu Warszawskiego PZPR. Od 1969 był posłem na Sejm. Od 1974 był członkiem Zarządu Głównego Towarzystwa Przyjaźni Polsko-Radzieckiej. Był członkiem prezydium Zarządu Głównego Związku Literatów Polskich i I sekretarzem Podstawowej Organizacji Partyjnej PZPR przy Oddziale Warszawskim ZLP.
Pochowany na cmentarzu Powązki Wojskowe w Warszawie (kwatera B4-tuje-16).
W latach 1983–1991 pułkownik Zbigniew Załuski był patronem Centralnej Biblioteki Wojskowej w Warszawie.

## Publicystyka
Debiutował jako pisarz w 1947 na łamach miesięcznika „Nowa Myśl”. Był długoletnim redaktorem miesięcznika „Wojsko Ludowe”, z czasem został zastępcą redaktora naczelnego. Rozgłos zdobył dzięki publicystyce historycznej, w której zajął się rehabilitacją wysiłku polskiego wojska w wojnie obronnej w 1939 oraz udziałowi Polaków w II wojnie światowej u boku aliantów zachodnich. Przeciwstawiał się szyderczemu stosunkowi współczesnej literatury do polskiej tradycji oraz historii. Najbardziej znaną jego książką było Siedem polskich grzechów głównych z 1962.
Zbigniew Załuski był jednym z głównych ideologów tzw. frakcji „partyzantów” we władzach komunistycznych w latach 60., skupionej wokół Mieczysława Moczara. W swojej publicystyce godził tendencje patriotyczne z obowiązującą wówczas ideologią komunistyczną. Mimo to, zdaniem Pawła Wieczorkiewicza, jego książki – obecnie już anachroniczne – miały pozytywne znaczenie, przywracając oficjalnej pamięci historycznej polskich bohaterów narodowych, w tym księcia Józefa Poniatowskiego.

## Nagrody i wyróżnienia
- 1962 – nagroda III stopnia Ministra Obrony Narodowej w dziedzinie publicystyki prasowej i telewizji za cykl artykułów publicystycznych[6]
- 1964 – nagroda państwowa II stopnia
- 1968 – nagroda I stopnia Ministra Obrony Narodowej
- 1969 – zespołowa nagroda I stopnia Ministra Obrony Narodowej za film Między wrześniem a majem
- 1974 – nagroda państwowa II stopnia
- 1976 – dyplom honorowy Związku Pisarzy ZSRR[7]

## Odznaczenia
- Krzyż Komandorski z Gwiazdą Orderu Odrodzenia Polski – pośmiertnie
- Order Sztandaru Pracy I klasy – 1976[8]
- Order Sztandaru Pracy II klasy
- Krzyż Kawalerski Orderu Odrodzenia Polski
- Złoty Krzyż Zasługi
- trzykrotnie Krzyż Walecznych
- Medal 30-lecia Polski Ludowej
- Medal za Odrę, Nysę, Bałtyk[9]
- Medal Zwycięstwa i Wolności 1945
- komplet Medali „Siły Zbrojne w Służbie Ojczyzny”
- Medal 10-lecia Polski Ludowej
- Medal „Za udział w walkach o Berlin”
- komplet Medali „Za zasługi dla obronności kraju”
- Złota Odznaka honorowa „Za Zasługi dla Warszawy” (1975)[10]
- Srebrna odznaka honorowa „Za Zasługi dla Warszawy” (1962)[11]
- Medal „Za zasługi w rozwoju współpracy kulturalnej między Polską a Związkiem Radzieckim” (przyznany przez ZG TPPR, 1974)[12]
- Medal „Za zwycięstwo nad Niemcami w Wielkiej Wojnie Ojczyźnianej 1941–1945” (Związek Radziecki)
- Medal „Za zdobycie Berlina” (Związek Radziecki)

## Twórczość wybrana
- (1951) Wojsko polskie – ojczyzny wierna straż[13]
- (1961) Przepustka do historii. Szkice o żołnierskich drogach czasu 2. wojny światowej[14]
- (1962) Siedem polskich grzechów głównych
- (1968) Finał 1945[15]
- (1985) Czterdziesty czwarty[16]
- (1970) Polacy na frontach II wojny światowej[17]

## Źródła
- Płk Zbigniew Załuski 1926–1978, [w:] „Wojskowy Przegląd Historyczny”, nr 1 (83), styczeń–marzec 1978, s. 335–338.
- Paweł Wieczorkiewicz, Justyna Błażejowska: Przez Polskę Ludową na przełaj i na przekór. Poznań: Zysk i S-ka, 2011. ISBN 978-83-7506-651-7. OCLC 756901714.
- Informacje w BIP IPN